# Mini-Neptun
Gazowy karzeł (ang. gas dwarf), minineptun – typ planety pozasłonecznej o rozmiarach pomiędzy około 1,7 a 3,9 promienia Ziemi, posiadającej skaliste jądro i bardzo gęstą atmosferę o składzie głównie wodorowo–helowym. Gazowe karły dzięki rozległym atmosferom są większe od podobnych do Ziemi planet skalistych, ale mniejsze od gazowych olbrzymów.
Planety tego rodzaju zostały odkryte poprzez analizę metaliczności 400 gwiazd posiadających układy planetarne połączoną z analizą statystyczną wielkości i rodzajów planet w tychże układach. Gwiazdy i ich układy planetarne mają podobny skład chemiczny, ponieważ powstają z tego samego dysku protoplanetarnego i skład chemiczny gwiazdy centralnej pozwala na określenie składu chemicznego dysku protoplanetarnego i powstałych później planet. Analiza wykazała, że planety o promieniu od 1,7 do 3,9 promienia Ziemi mają budowę pośrednią pomiędzy planetami o mniejszej i większej masie. W czasie powstawania takiej planety powstaje skaliste jądro o masie dostatecznie dużej, aby przyciągnąć gaz z dysku, ale planety takie nie rosną do wielkości gazowych gigantów takich jak Jowisz.
Znajomość masy planety nie oznacza jednak, że można jednoznacznie określić typ planety, gdyż znane są wyjątki od tej reguły. Planeta Kepler-138d (KOI-314c) ma masę równą tylko 1,01 M🜨, ale z gęstością zaledwie o 30% większą od wody należy do gazowych karłów. Z kolei planeta Kepler-10c ma masę 17 razy większą od Ziemi, a mimo tego jest planetą skalistą.
Statystycznie, gwiazdy o metaliczności zbliżonej do metaliczności Słońca mają zazwyczaj układy planetarne ze stosunkowo niewielkimi planetami skalistymi, gwiazdy z nieco większą metalicznością zazwyczaj są okrążane przez gazowe karły, a gwiazdy o metaliczności większej o połowę od metaliczności Słońca posiadają najczęściej gazowe olbrzymy.